# Мангеттен (коктейль)

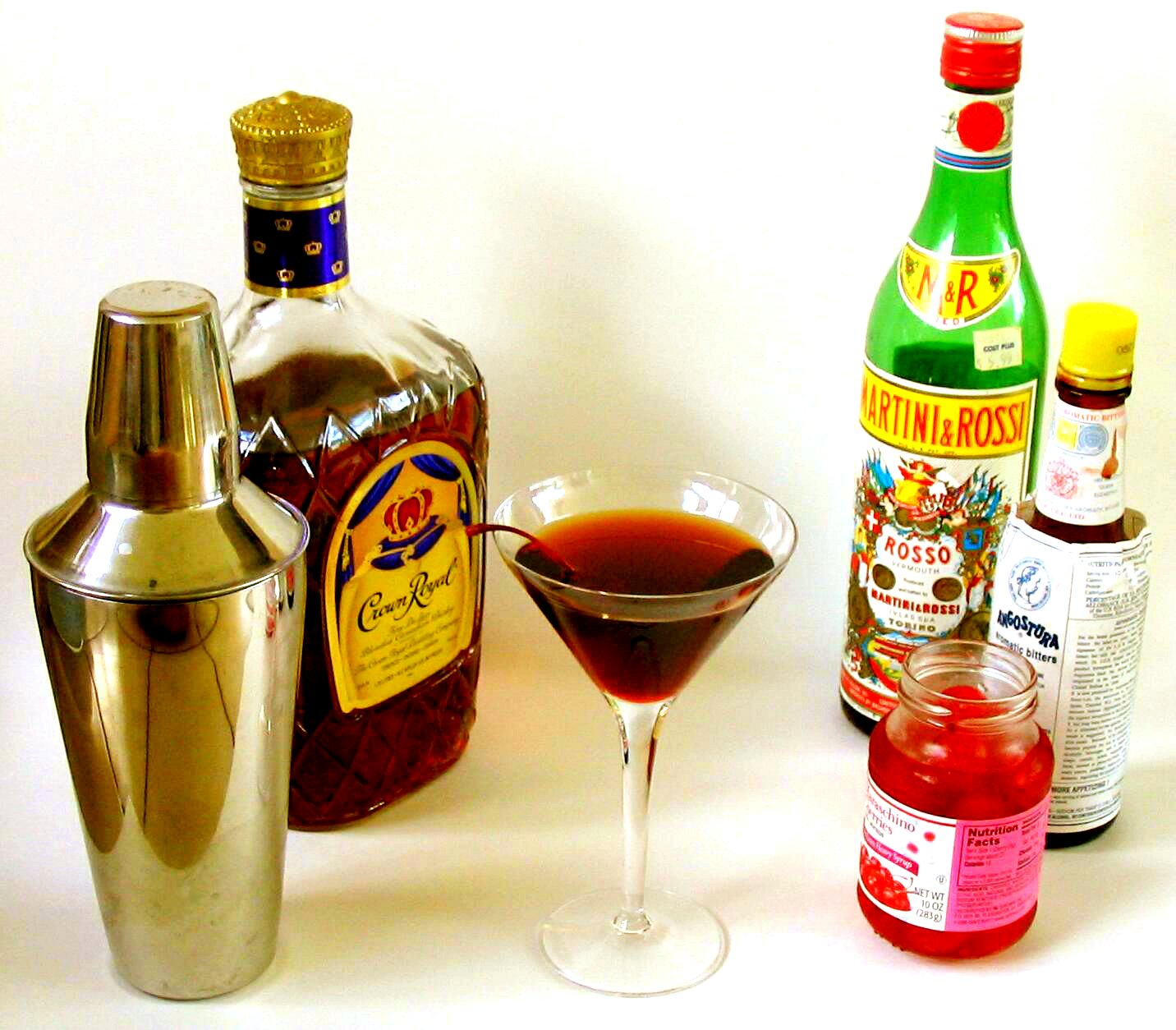
«Мангеттен», коктейль

«Манге́ттен» (від назви острова Мангеттен, Нью-Йорк) — популярний коктейль, що складається з солодкого червоного вермута і бурбона. Коктейль з'явився наприкінці XIX століття в США, потім поширився в Європі, головним чином в Англії. Змішують з льодом в шейкері (метод stir — перемішування барною ложкою). Подають без льоду в коктейльній чарці. Прикрашають вишнею для коктейлів або лимонною цедрою. Класифікується як аперитив. Належить до офіційних напоїв Міжнародної асоціації барменів (IBA), категорія «Незабутні» (англ. The Unforgettables).

## Історія
Відомості про його походження спірні. Дехтоі стверджують, що коктейль «Мангеттен» з'явився в 20-і роки в клубі «Мангеттен» в Нью-Йорку. Інші говорять про те, що напій походить з XIX століття і був створений в результаті творчого натхнення матері політичного діяча Вінстона Черчилля. До збірки коктейлів IBA увійшов в 1961 році.

## Рецепт

### «Мангеттен»
- 60 мл канадського (житнього) віскі
- 30 мл червоного солодкого вермуту
- 1-2 краплі бітера «Ангостура»
- Прикрасити вишнею мараскино або лимонною цедрою

Історично віскі в коктейлі «Мангеттен» був житнім (виключаючи штати Міннесота та Вісконсин, де надавали перевагу Brandy Manhattans, і південь, де пили Bourbon Manhattans). При використанні бурбона замість житнього віскі беруться інші пропорції.

### Bourbon Manhattan
- 75 мл бурбона
- 25 мл червоного солодкого вермуту
- 2 краплі «Ангостури»

## Варіанти
- «Ідеальний Мангеттен» (англ. Perfect Manhattan) готується з однаковими частинами червоного (солодкого) і сухого вермуту.[3]
- «Мангеттен Бренді» (англ. Brandy Manhattan) готується з бренді замість віскі.[4]
- «Столичний» (або «Метрополітен») (англ. Metropolitan) готується так само, як і «Мангеттен Бренді», але із співвідношенням бренді (або коньяку) і вермуту 3 до 1.[4]
- «Кубинський Мангеттен» (англ. Cuban Manhattan) — це «Ідеальний Мангеттен» з темним ромом замість віскі.[5]
- «Роб Рой» (англ. Rob Roy): використовується скотч замість бурбона.